# Gian-Carlo Rota
Gian-Carlo Rota (Vigevano, 27 aprile 1932 – Cambridge, 18 aprile 1999) è stato un matematico e filosofo italiano naturalizzato statunitense.

## Biografia
Nacque a Vigevano da una famiglia di notevole cultura; suo padre Giovanni, ingegnere civile, disponeva di una biblioteca di oltre 5000 volumi. La sorella del padre, Rosetta Rota, laureata in matematica, già frequentatrice del gruppo di Enrico Fermi, era la moglie dello scrittore e aforista Ennio Flaiano. Rota visse nella città lombarda fino ai 13 anni; qui, alla scuola elementare, fu compagno di banco di Lucio Mastronardi. Negli ultimi tempi del secondo conflitto mondiale la sua famiglia dovette rifugiarsi in Valsesia, in quanto il padre Giovanni era inserito in una lista nera compilata dalle milizie fasciste.
Nel 1947 la famiglia emigrò in Ecuador, ove Giovanni Rota aveva contatti di lavoro; qui Giancarlo frequentò il Colegio Americano de Quito e successivamente, mentre la sua famiglia rientrava in Italia, si trasferì nel 1950 negli Stati Uniti per studiare alla Princeton University. Qui ebbe come docenti Alonzo Church, Emil Artin, Solomon Lefschetz e William Feller, ed ottenne il titolo di bachelor in matematica nel 1953 discutendo una tesi con Feller come relatore. In questo periodo egli poté seguire anche i suoi interessi filosofici, nati con la lettura di Croce, studiando filosofia con John Rawls, ed ebbe modo di conoscere le opere di Edmund Husserl e Martin Heidegger.
Dal 1954 proseguì gli studi di matematica presso la Yale University, dove ottenne nel 1954 il master e, tre anni dopo, con la supervisione di Jacob T. Schwartz, il Ph.D.. A Yale entrò in contatto anche con Marvin Minsky.
La maggior parte della sua carriera di insegnamento si svolse al Massachusetts Institute of Technology: vi risiedette infatti fin dal 1959, con la sola eccezione degli anni 1965-1967, durante i quali fu alla Rockefeller University. È finora l'unico professore del MIT ad aver ricoperto, contemporaneamente, gli incarichi di docente di matematica (fu Norbert Wiener Professor of Applied Mathematics) e di filosofia.
Dal 1966 ricoprì incarichi al Los Alamos National Laboratory, dove strinse amicizia con Stanisław Ulam; fu inoltre consulente della Rand Corporation e del Brookhaven National Laboratory. Dopo aver iniziato le sue ricerche in analisi funzionale, spostò il centro dei suoi interessi sulle teorie combinatorie, discipline che studiò per tutta la sua vita e alle quali diede contributi fondamentali.
Un suo articolo del 1964, di grande influenza, inaugurò la teoria delle algebre di incidenza (generalizzazione della teoria dell'inversione di Möbius e del principio di inclusione-esclusione). Quando, nel 1988, ottenne lo Steele Prize, la motivazione citò questo articolo come il maggior responsabile della rivoluzione che ha incorporato la combinatoria nella corrente principale della matematica moderna.
Fornì inoltre fondamenti rigorosi al calcolo umbrale, e unificò le teorie delle sequenze di Sheffer e delle sequenze polinomiali di tipo binomiale; contribuì alla crescita della teoria delle matroidi e delle geometrie combinatorie; lavorò su problemi fondamentali del calcolo delle probabilità e fornì, infine, indirizzi generali per la teoria delle superalgebre.
Come filosofo aderì alla fenomenologia di Edmund Husserl e si occupò di questioni di filosofia della matematica; mantenne posizioni nettamente critiche verso la filosofia analitica. 
Rota ottenne lauree honoris causa dalle Università di Strasburgo (1984), L'Aquila (1990), Bologna (1996), e dalla Brooklyn Polytechnic University (1997).

## Opere
- Gian-Carlo Rota, Kenneth Beclawsky e Mauro Cerasoli, Introduzione alla probabilità, Seconda edizione, UMI, 1990, OCLC 799535220.
- Mathematical Snapshots (1997)
- Joseph P. S. Kung (ed.) (1995): Gian-Carlo Rota on Combinatorics: Introductory Papers and Commentaries, Birhäuser. Contributi di K. P. Bogart, W. Y. C. Chen, J. R. Goldman, Henry Crapo
- Pensieri discreti, Garzanti (1993)